# Victory Records
Victory Records ist ein Musiklabel aus Chicago, das sich die Bereiche Punk bzw. Hardcore sowie Metal- und Post-Hardcore spezialisiert hat. Markenzeichen des Labels ist eine Bulldogge, die das Logo ziert.

## Geschichte
Victory Records wurde 1989 von Tony Brummel gegründet. Unter den Bands, die zu Beginn der Labelgeschichte auf Victory veröffentlichten, waren unter anderem die Bad Brains und Snapcase. Ein großer Erfolg war für das Label 1997 die Veröffentlichung des Hatebreed-Albums Satisfaction Is The Death of Desire, das zum bis dahin erfolgreichsten Release des Unternehmens wurde. 2002 sollte ein Teil des Labels an Universal Music verkauft werden, was aber aus finanziellen Gründen scheiterte. Mit der Zeit wuchs die Firma: Mittlerweile hat das Label eine Europavertretung in London; 2004 wurde das Label Hand Of Hope aus Miami übernommen. 2005 beschäftigte Victory etwa 40 Personen, und pro Jahr werden über 30 Alben veröffentlicht. Schlagzeilen machte das Label, als es sich zunächst weigerte seine Musik über iTunes zu veröffentlichen. 2006 änderte CEO Brummel seine Meinung und Alben seines Labels standen zum Download bereit. Auch mit mehreren, durch Labelwechsel verursachte und zum Teil vor Gericht ausgetragenen Streitereien mit Bands wie Thursday, Hawthorne Heights, Taking Back Sunday und A Day to Remember machte die Firma auf sich aufmerksam.
Im Jahr 2019 verkaufte Brummel das Label für eine Summe, die zwischen 27 und 34 Millionen US-Dollar liegt. Laut dem US-amerikanischen Magazin Billboard erwirtschaftete das Musiklabel einen Jahresumsatz zwischen 4.5 und 5 Millionen US-Dollar. Brummel startete im April 2020 mit Mission Two Entertainment ein neues Musiklabel, dessen erste Veröffentlichung das Album In the Beginning von Cro-Mags bereits im Juni gleichen Jahres veröffentlicht wurde.

## Kritik
Victory Records wird gelegentlich in der unter Punkrockfans beliebten Debatte um „böse“ Major-Labels erwähnt, als Beispiel für ein Independentlabel, das durch sein Geschäftsgebaren zeigt, dass nicht alle Nicht-Majors automatisch „gut“ seien. So veröffentlichte die Band Good Clean Fun einen Song namens Victory Records Sucks, und der Sänger der Band The Lawrence Arms, Brendan Kelly, meinte: „Wenn man ein Symbol für alles Böse bräuchte, das sich im Punkrock versammelt hat, wäre ‚Victory Records‘ nahezu perfekt dafür. Sie versuchen mit unglaublich schlechten Bands das meiste Geld aus dieser Szene herauszupressen, und das macht mich wütend.“
Auch George Pettit von Alexisonfire äußerte sich in diesem Zusammenhang kritisch: „[…] Guck dir Hawthorne Heights an, die 1,5 Millionen Platten verkauft haben und keinen Penny von Tony Victory gekriegt haben. Verständlicherweise sagen sie jetzt, dass Victory Records ein Sauladen ist. Und so ist es auch.“.

## Veröffentlichungen (Auswahl)
- A Day to Remember – Homesick
- Atreyu – A Death-Grip on Yesterday
- Before There Was Rosalyn – The Führer – an Allegory of a History of Deception
- Between the Buried and Me – Colors
- Boysetsfire – After the Eulogy
- Bury Your Dead – Cover Your Tracks
- Comeback Kid – Wake the Dead
- Darkest Hour – The Eternal Return
- Fury of Five – This Time It’s Personal
- No Innocent Victim – Flesh and Blood
- On the Last Day – Meaning in the Static
- Silverstein – Discovering the Waterfront
- The Sleeping – Questions and Answers
- Waterdown – The Files You Have on Me

Zu den Veröffentlichungen des Labels gehören auch mehrere Teile einer Sampler-Reihe unter dem Titel Victory Style.